# Констанца (аеропорт)
Міжнародний аеропорт Констанци «Міхаїл-Когелнічану» (IATA: CND, ICAO: LRCK) розташований на південному сході Румунії, в комуні Міхаїл-Когелнічану, за 26 км на північний-північний захід від Констанци. Це головний аеропорт регіону Північна Добруджа, який забезпечує доступ до повіту Констанца, порту Констанца та курортів Чорного моря. Аеропорт названо на честь Михаїла Коґелнічану, третього прем'єр-міністра Румунії.
У військовому секторі Міжнародного аеропорту імені Михайла Когелнічану зараз розташована 57-ма авіабаза ВПС Румунії. З 1999 року час від часу використовується ВПС США.

## Історія
Побудований у 1955 році як військова авіабаза, аеропорт Михайла Когелнічану був відкритий для цивільних операцій у травні 1960 року. Він замінив старий аеропорт Палас (заснований у 1932 році).
Пасажирський термінал пропускною спроможністю 200 пасажирів на годину був урочисто відкритий в 1962 році. У 1967 році термінал розширився до 300 пасажирів на годину. У 1974 році значне розширення збільшило продуктивність до 1000 осіб на годину.
Авіатрафік сягнув свого піка в 778 766 пасажирів в 1979 році, коли іноземний туризм на Румунську Рив'єру був високим. У 2017 році Міжнародний аеропорт Михайла Когелнічану обслужив 127 635 пасажирів. Це на 34,9 % більше, ніж у попередньому році.

## Авіалінії та напрямки
Наступні авіакомпанії виконують регулярні та чартерні рейси в аеропорт Констанца:
| Авіакомпанія     | Пункт призначення                                                                                                 |
| ---------------- | --- |
| AirConnect       | Клуж-Напока (з 22 червня 2023), Орадя (з 25 червня 2023), Сучава (з 22 червня 2023), Тімішоара (з 22 червня 2023) |
| Blue Air         | Сезонний: Клуж-Напока                                                                                             |
| Turkish Airlines | Стамбул |
| Wizz Air         | Лондон-Лутон, Рим-Ф'юмічіно                                                                                       |

## Статистика

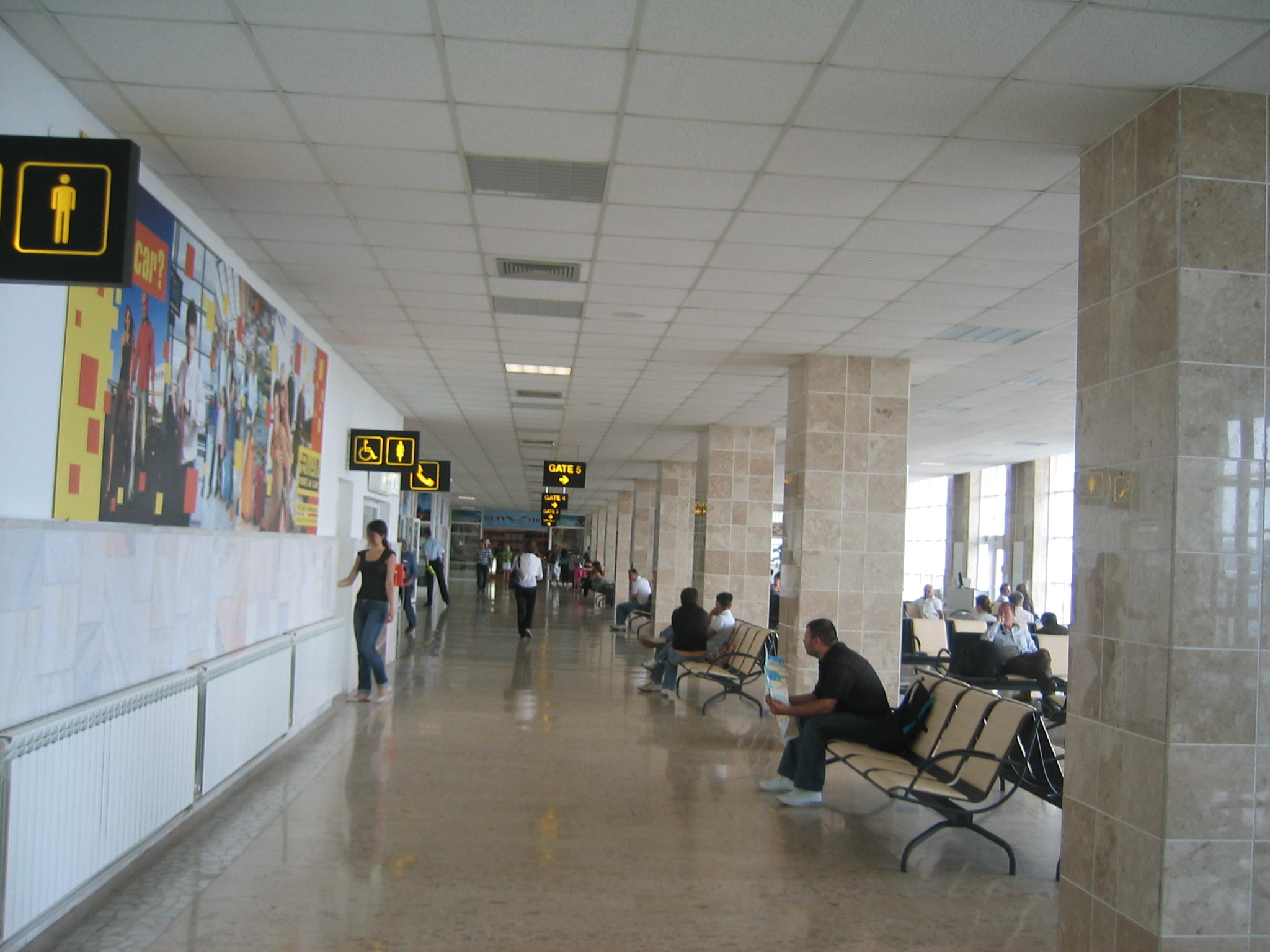
Термінал вильоту

Див. джерело запитів Вікіданих та джерела.

### Трафік
| Рік  | Пасажири | Зміна з попереднім роком |
| ---- | -------- | ------------------------ |
| 2005 | 110,900  | -                        |
| 2006 | 71,236   | ▼ 35.7 %                 |
| 2007 | 42,331   | ▼ 40.5 %                 |
| 2008 | 60,477   | ▲ 42.8 %                 |
| 2009 | 68,690   | ▲ 13.5 %                 |
| 2010 | 74,587   | ▲ 8.5 %                  |
| 2011 | 73,713   | ▼ 0.1 %                  |
| 2012 | 94,641   | ▲ 28.4 %                 |
| 2013 | 73,301   | ▼ 22.5 %                 |
| 2014 | 37,939   | ▼ 48.2 %                 |
| 2015 | 63,329   | ▲ 66.9 %                 |
| 2016 | 94,594   | ▲ 49.4 %                 |
| 2017 | 127,635  | ▲ 34.9 %                 |
| 2018 | 129,235  | ▲ 1.3 %                  |

## Військове використання

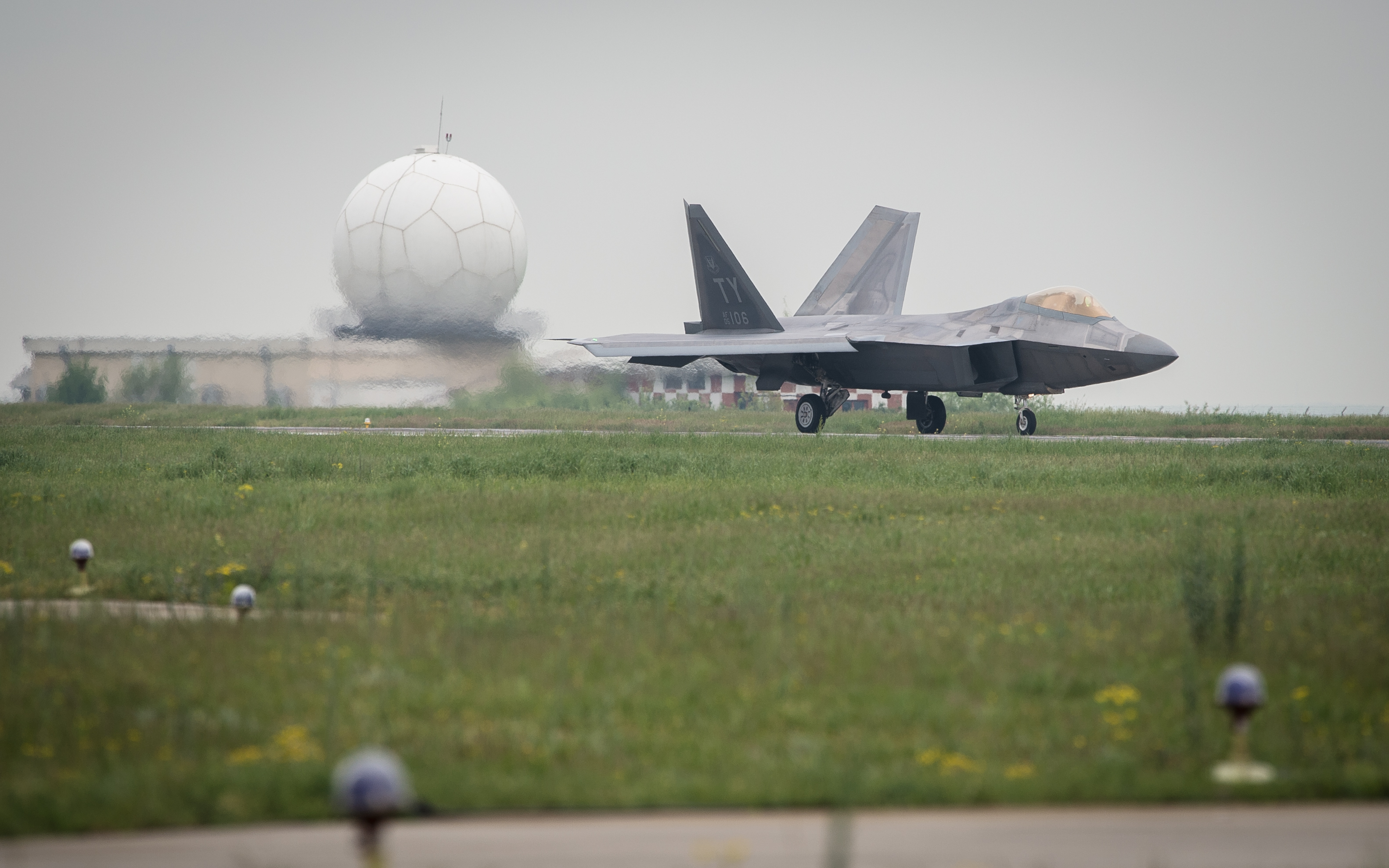
F-22A Raptor ВПС США рулить на лінії польоту на авіабазі Михайло Когелнічану

Аеропорт є домівкою для 57-ї авіабази ВПС Румунії, яка була єдиним підрозділом, де використовувалися винищувачі МіГ-29 імені Мікояна. У квітні 2004 року база була розформована. Усі 18 МіГ-29 залишаються на відкритому зберіганні в аеропорту. Він використовується збройними силами США з 1999 року.

## Наземний транспорт

### Автобус
Кілька міських автобусів сполучають аеропорт із залізничним вокзалом Констанца. Є також кілька приватних автобусних ліній, що курсують до центру міста Констанца та до румунських чорноморських курортів. Послуги трансферу не надаються.

### Таксі
Біля терміналу аеропорту завжди є вільні таксі. Вартість поїздки до Констанци становить близько 30 доларів США, що значно вище, ніж тарифи на автобусі, які можуть становити лише 3 леї/1,50 доларів США.

### Автомобіль
До аеропорту легко дістатися на автомобілі, і він розташований у північно-західній частині Констанці, куди можна дістатися з автомагістралі DN 2A / E60 Констанца-Харшова або A4 (Румунія) до Овідіу. До аеропорту також можна дістатися з автомагістралі A2, виїхавши в напрямку Чернаводе, рухаючись по DN22C у напрямку Меджидії, потім окружною дорогою DJ 222, що проходить через Куза-Воде, аж до комуни Михайла Когелнічану, де розташований аеропорт.
Крім того, з шосе A2 є інший виїзд у напрямку Меджидії на DJ381, а потім по DJ222. Також доступний прокат автомобілів. Прямо біля терміналу аеропорту є безкоштовна короткострокова та довгострокова автостоянка.

## Аварії та інциденти
- 12 червня 2017 року МіГ-21 LanceR румунських ВПС розбився під час заходу на посадку за 8 км від аеропорту Мїхаіл-Когелнічану. Пілот, хоч і отримав серйозні поранення, вижив, і літак було списано.